# Кирхлаутер
Кирхлаутер (њем. Kirchlauter) општина је у њемачкој савезној држави Баварска. Једно је од 26 општинских средишта округа Хасберге. Према процјени из 2010. у општини је живјело 1.395 становника. Посједује регионалну шифру (AGS) 9674160.

## Географски и демографски подаци
Кирхлаутер се налази у савезној држави Баварска у округу Хасберге. Општина се налази на надморској висини од 344 метра. Површина општине износи 16,9 km². У самом мјесту је, према процјени из 2010. године, живјело 1.395 становника. Просјечна густина становништва износи 82 становника/km².